# أحمد بن قاسم الحجري
شهاب الدين أحمد بن قاسم الحَجْرِي (أو الحَجَرِي)، المعروف بـآفوقاي (بالإسبانية: Abogado، وتعني محامٍ أو قانوني) (ولد بالأندلس سنة 1569 م انقطعت أخباره بتونس بعد سنة 1640 م)، هو رحالة ومترجم موريسكي ودبلوماسي مغربي، ينتسب إلى قرية «الحجر»، إحدى قرى غرناطة، هرب من إسبانيا ولجأ للمغرب وعمل في خدمة سلاطينها السعديين بدايةً في بلاط كل من أحمد المنصور الذهبي وزيدان الناصر وأبو مروان عبد الملك بن زيدان إلى غاية فترة السلطان الوليد بن زيدان.
أهم مؤلف للحجري هو كتابه في أدب الرحلات المعنون رحلة الشهاب إلى لقاء الأحباب. وله غير ذلك «العز والمنافع للمجاهدين بالمدافع» ترجمها عن الإسبانية في 10 ربيع الثاني 1048 هـ، وترجم عن الأسبانية أيضا رسالة تسمى «الزكوطية» في علم الفلك.

## مولده ونشأته
ولد بالأندلس سنة 1569 م، ويحتمل أن يكون مولده في أكستريمادورا، وإن عاش أيضاً في إشبيلية. شارك مترجما في حكاية الرق الذي اكتشف في البرج التوربياني في غرناطة، المعروفة بكتب الجبل المقدس الرصاصية.
فر الحجري من إسبانيا للمغرب عام 1599، في أعقاب اضطهاد المورسكي.

## فرنسا (11-1610)
مزيد من المعلومات: العلاقات الفرنسية المغربية
في العام 11-1610، أرسل حاكم المغرب مولاي زيدان الناصر بن أحمد الحجري إلى فرنسا من أجل الحصول على تعويض عن موضوع المورسكيون.  شارك في تهريب الأسلحة بينما كان في جنوب فرنسا، وزار باريس ولايدن.  يبدو أن سبب الزيارة إلى فرنسا هو أن بعض البحارة الفرنسيين، الذين كانوا يقومون بتهريب المورسكيين من إسبانيا إلى المغرب بعد عام 1609، قد أسرو المورسكيين بدلا من ذلك وممتلكاتهم. بعد الإبحار من صافي إلى لو هافر، التقى الحجري بالملك، وحصل على سلوك آمن لزيارة البلاد. في بوردو، حصل على بعض التعويضات المالية من مالكي السفن الذين شاركوا في مسالة المورسكيين.

### دراسة اللغات الشرقية
مزيد من المعلومات: الاستشراق في فرنسا الحديثة المبكرة
في وقت مبكر التقى الحجري بالمستشرق توماس إيربينيوس في سبتمبر 1611 في باريس، وعلمه بعض اللغة العربية الكلاسيكية.  من خلال تقديم إيربونيوس، التقى الحجري أيضا مع الفرنسي العربي إتيان هوبير دو أورليان، الذي كان طبيبا للحاكم المغربي أحمد المنصور في مراكش من 1598 إلى 1601. عرض إتيان هوبير مساعدته في إجراءاته وتمثيله «لجميع الناس في السلطة». وصف إرنبينيوس الحجري على النحو التالي:
«رجل متحضر وذكي، درس الأدب في الشباب ، ويتحدث اللغة العربية واللاتينية بشكل معتدل [الكلاسيكية العربية] - مراسلات إرنبينيوس، سبتمبر 1611.»
كما ناقشوا حول الموضوعات الدينية:

## زيارة البلدان المنخفضة (1613)
في عام 1613، زار الحجري الجمهورية الهولندية، والتي يمكن أن يزورها بحرية بسبب وجود معاهدة للصداقة. بقي من يونيو إلى سبتمبر. والتقى بالمعارف القديمة، القنصل الهولندي السابق في المغرب بيتر مارتين كو. كما ناقش مع الأمير الهولندي موريس فان ناساو أمير أورانج إمكانية التحالف بين الجمهورية الهولندية والإمبراطورية العثمانية والمغرب والمورسكيون ضد العدو المشترك إسبانيا. يذكر كتابه النقاش عن الهجوم المشترك على إسبانيا، وكذلك الأسباب الدينية للعلاقات الجيدة بين الإسلام والبروتستانتية في ذلك الوقت:
ثم التقى إيربينيوس هناك، وكذلك مع المستكشف المستقبلي بيتر نوي [الإنجليزية]. . في سلسلة المبعوثين المغاربة إلى التاج الهولندي، سبق الحجري قاسم بن محمد الغساني، وخلفه يوسف بيسكوينو.

## حياته اللأحقة
تم تكريس الجزء الأخير من حياته لترجمة النصوص الدينية من العربية إلى الإسبانية لصالح الشتات المورسكي.  تكمن أهميته في توثيقه لرحلته التي تحتوي في جزء منها على الفرار من محاكم التفتيش مع أسرته. تسمى سجلاته: مؤيد الدين ضد الكفار والسيف المسلول ضد الوثنيين، الذي ألفه في 1037 ه / 1637م، بناء علي طلب الشيخ التونسي.
يبدو أنه قد توفى في تونس في عام 1640s. 

## رحلة الحجري
مقال تفصيلي: رحلة الشهاب إلى لقاء الأحباب

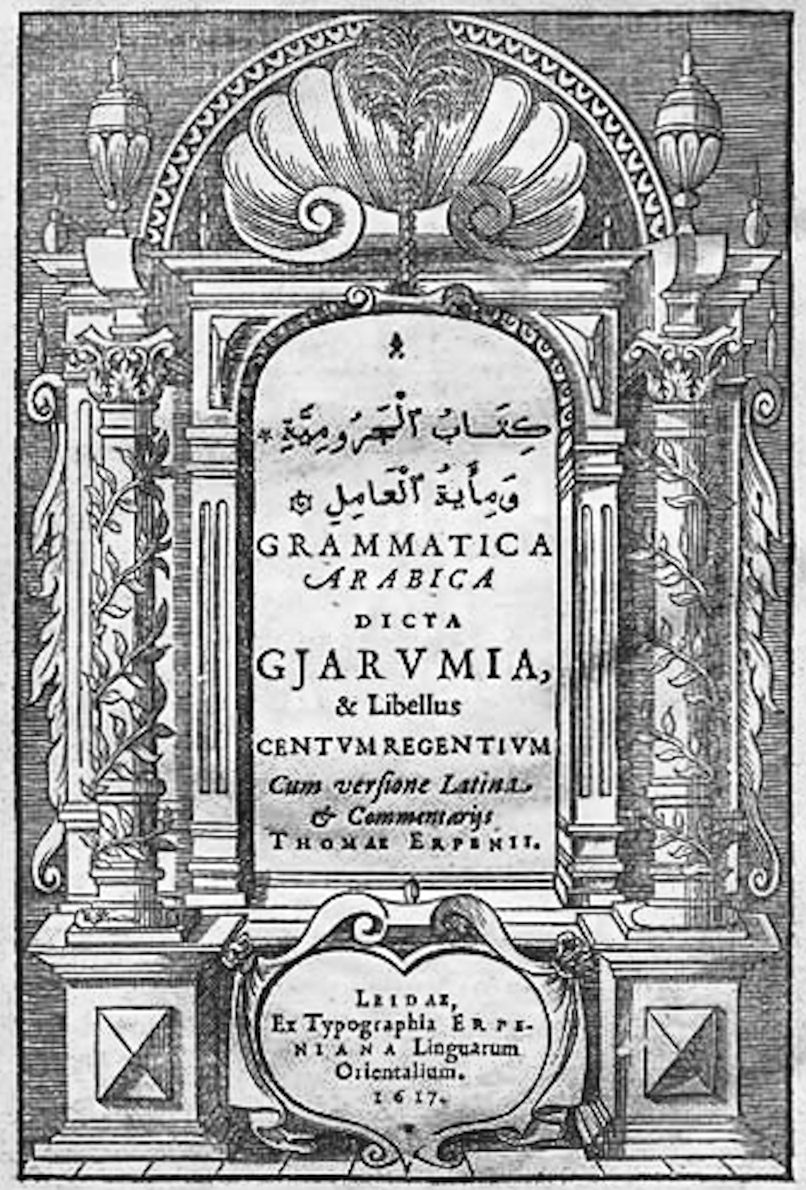
تلقى اربنيوس دروس في قواعد اللغة العربية على يد الحجري. ألف بعد ذلك كتاب Grammatica Arabica, سنة 1617م

تنكر الحجري في هيئة مسيحي عجوز، ونجح في الإبحار من ميناء سانتا ماريا في قادش متجهاً إلى ميناء مازاغان البرتغالي وما إن وصل حتى هرب إلى أزمور واحتمى بها وتوجه به والي تلك المنطقة إلى مراكش وقدمه للسلطان أحمد المنصور، وعينه مترجما لديوان السلطان، وكان ذلك في عام 1599، أي قبل الطرد الإسبان للموريسكيين ـ سنة 1018هـ (1609م) ـ بنحو عشر سنين.
في مراكش تزوج الحجري، وكون أسرة. ولما استقر مولاي زيدان في مدينة مراكش، عين سكرتيراً ومترجماً للسلطان عام 1608، وقام بدور مهم في الحياة الثقافية بالمدينة. ثم حدث طرد الموريسكيين بعد فترة زمنية قصيرة، وتعرض فوج منهم ـ وهو في طريقه إلى المنفى على متن أربع سفن ـ لواقعة سرقة فقد فيها أعضاء هذا الفوج أمتعتهم من قبل طاقم البحارة. ولما وصل هذا الفوج من الموريسكيين إلى المغرب، تقدم أعضاؤه بشكوى إلى مولاي زيدان، فقرر قبل أن يطالب السلطات الفرنسية، أن يبعث بأحمد بن قاسم الحجري إلى أوروبا، وتحديدًا إلى فرنسا وهولندا.
في هولندا أجرى الحجري اتصالات بأوائل المستشرقين في جامعة ليدن، وبالأمير موريسيو ناسو [الإنجليزية] ، وكذلك أيضاً مع الجالية اليهودية الإسبانية والبرتغالية، حيث جمعت بينهم شراكة في اللغة، وأجرى معهم مناقشات وجدالاً دينياً. وكتب الحجري عن رحلته إلى أوروبا كتاباً اسمه رحلة الشهاب إلى لقاء الأحباب على قدر كبير من الأهمية، تناول فيها تلك التجارب تفصيلاً. وبعد عودته إلى مراكش، تسلم مهامه سكرتيراً ومترجماً، واستمر في وضعه طوال فترات حكم السلاطين التاليين. وترجم أيضاً عدداً من المؤلفات العربية إلى اللغة الإسبانية، مؤلفات دينية، لكي يستعين بها الموريسكيون في المنفى الذين مازالوا يجهلون اللغة العربية حتى ذلك الحين. وترجم إلى العربية أيضاً، هذه المرة، في تونس، حيث أقام حتى وفاته، دليلاً عن المدفعية.

تعرف أفوقاي على المستشرق الهولندي توماس إربنيوس وعلمه القواعد العربية، كما التقى بالمستشرق الفرنسي إتيان هوبير دي اورليان، الذي كان طبيب السلطان المغربي أحمد المنصور في مراكش بين 1598-1601م. عرض اتيان هوبرت خدماته على الحجري بأن يكون ممثلا له أمام الأفراد والسلطات. ووصف اربنيوس الحجري : 

## وفاته
توفي الحجري في تونس بعد سنة 1050هـ (1640م).